# 3e brigade parachutée (Royaume-Uni)
Pour les articles homonymes, voir 3e  brigade.

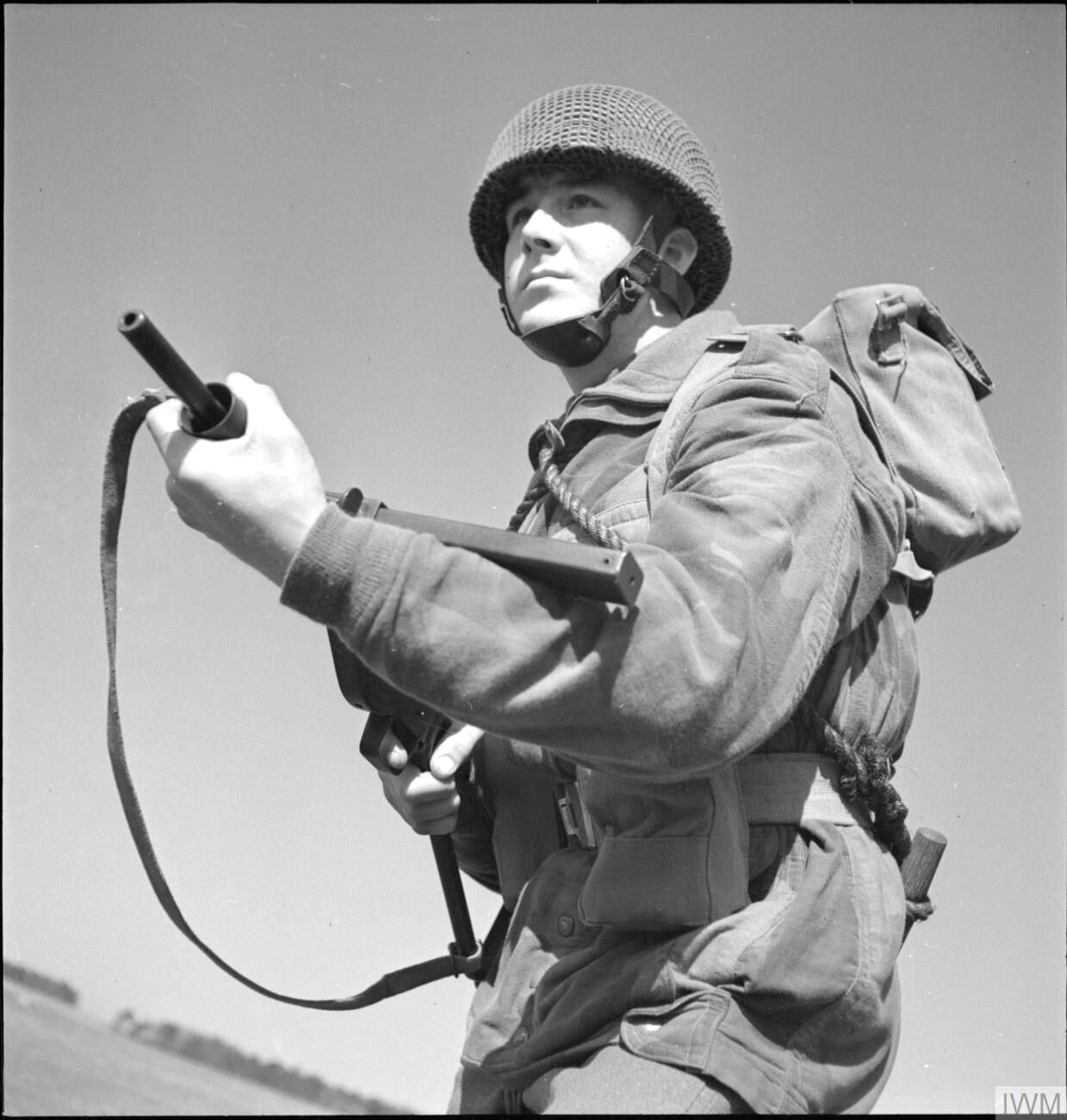
Un soldat de la 3e brigade parachutée (3 mai 1943).

La 3e brigade parachutée, en anglais : 3rd Parachute Brigade, était une formation de l'armée de terre britannique lors de la Seconde Guerre mondiale. La brigade faisait initialement partie de la 1re division aéroportée, avant de devenir sous tutelle de la 6e division aéroportée.

## Historique
Elle prend part en juin 1944 à l'opération Tonga, qui fait partie du débarquement en Normandie. L'objectif était de détruire la batterie allemande de Merville et les ponts situés sur la Dives. Celle-ci sera un véritable succès, sous le commandement de James Hill. En décembre 1944, elle est transférée en Belgique pour contrer l'attaque allemande dans les Ardennes. La brigade est restée par la suite à la frontière belgo-néerlandaises afin d'effectuer des patrouilles jusqu'en mars 1945. Leur prochaine mission aéroportée sera l'opération Varsity, le franchissement du Rhin en Allemagne. Après le succès de l'opération, la brigade s'avance vers la mer Baltique, en arrivant juste devant l'Armée rouge.
Après la fin de la guerre, elle est envoyée en Palestine, où elle a pour principal de but de réaliser des missions de maintien de la paix. Elle sera dissoute en 1947.